# Parkersburg (Virgínia de l'Oest)
Parkersburg és una població dels Estats Units a l'estat de Virgínia de l'Oest. Segons el cens del 2008 tenia 31.611 habitants.

## Demografia
Segons el cens del 2000, Parkersburg tenia 33.099 habitants, 14.467 habitatges, i 8.767 famílies. La densitat de població era de 1.081,2 habitants per km².
Dels 14.467 habitatges en un 25% hi vivien nens de menys de 18 anys, en un 43,2% hi vivien parelles casades, en un 13,5% dones solteres, i en un 39,4% no eren unitats familiars. En el 34% dels habitatges hi vivien persones soles el 15,1% de les quals corresponia a persones de 65 anys o més que vivien soles. El nombre mitjà de persones vivint en cada habitatge era de 2,23 i el nombre mitjà de persones que vivien en cada família era de 2,83.
Per edats la població es repartia de la següent manera: un 21,2% tenia menys de 18 anys, un 9,1% entre 18 i 24, un 27,1% entre 25 i 44, un 23,7% de 45 a 60 i un 18,9% 65 anys o més.
L'edat mediana era de 40 anys. Per cada 100 dones de 18 o més anys hi havia 83,9 homes.
La renda mediana per habitatge era de 26.990$ i la renda mediana per família de 33.081$. Els homes tenien una renda mediana de 30.516$ mentre que les dones 20.287$. La renda per capita de la població era de 16.106$. Entorn del 16,1% de les famílies i el 19,8% de la població estaven per davall del llindar de pobresa.

## Poblacions més properes
El següent diagrama mostra les poblacions més properes.